# Münchberger Senke
| Münchberger Senke · BAB 9 in Deutschland |

| Basisdaten Talbrücke | Basisdaten Talbrücke       |
| -------------------- | -------------------------- |
| Erbaut:              | 1998–2000                  |
| Länge:               | 494,50 m                   |
| Höhe:                | 18 m                       |
| Baustoff:            | Spannbeton                 |
| Kosten:              | 37,6 Mio. DM (19,2 Mio. €) |

| Daten Unfall 1990 | Daten Unfall 1990                           |
| ----------------- | ------------------------------------------- |
| Datum:            | 19. Oktober 1990                            |
| Zeit:             | 8:30 Uhr                                    |
| Auslöser:         | Nebel                                       |
| Fahrzeuge:        | 121                                         |
| Verletzte:        | 122                                         |
| Schwerverletzte:  | 38                                          |
| Tote:             | 10                                          |
| Feuerwehren:      | Münchberg Stammbach Helmbrechts Selbitz Hof |

| Daten Unfall 2003 | Daten Unfall 2003               |
| ----------------- | ------------------------------- |
| Datum:            | 11. April 2003                  |
| Zeit:             | 13:40 Uhr                       |
| Auslöser:         | starker Schneefall              |
| Fahrzeuge:        | 182                             |
| Verletzte:        | 56                              |
| Schwerverletzte:  | 18                              |
| Tote:             | 0                               |
| Feuerwehren:      | Münchberg Stammbach Helmbrechts |

Die Münchberger Senke ist ein Autobahnabschnitt der BAB 9 bei der oberfränkischen Stadt Münchberg, in der sich aufgrund der Tallage häufig Nebel bildet. Im Zuge des sechsstreifigen Ausbaues der A 9 wurde 2000 der vorherige Fahrdamm durch eine Talbrücke ersetzt, auch, um die Strecke über den Nebel zu heben, später wurden zusätzlich automatische Verkehrszeichen installiert.
Bekannt wurde die Strecke am 19. Oktober 1990 durch einen der folgenreichsten Unfälle im deutschen Straßenverkehr.

## Streckenabschnitt, Ausbau

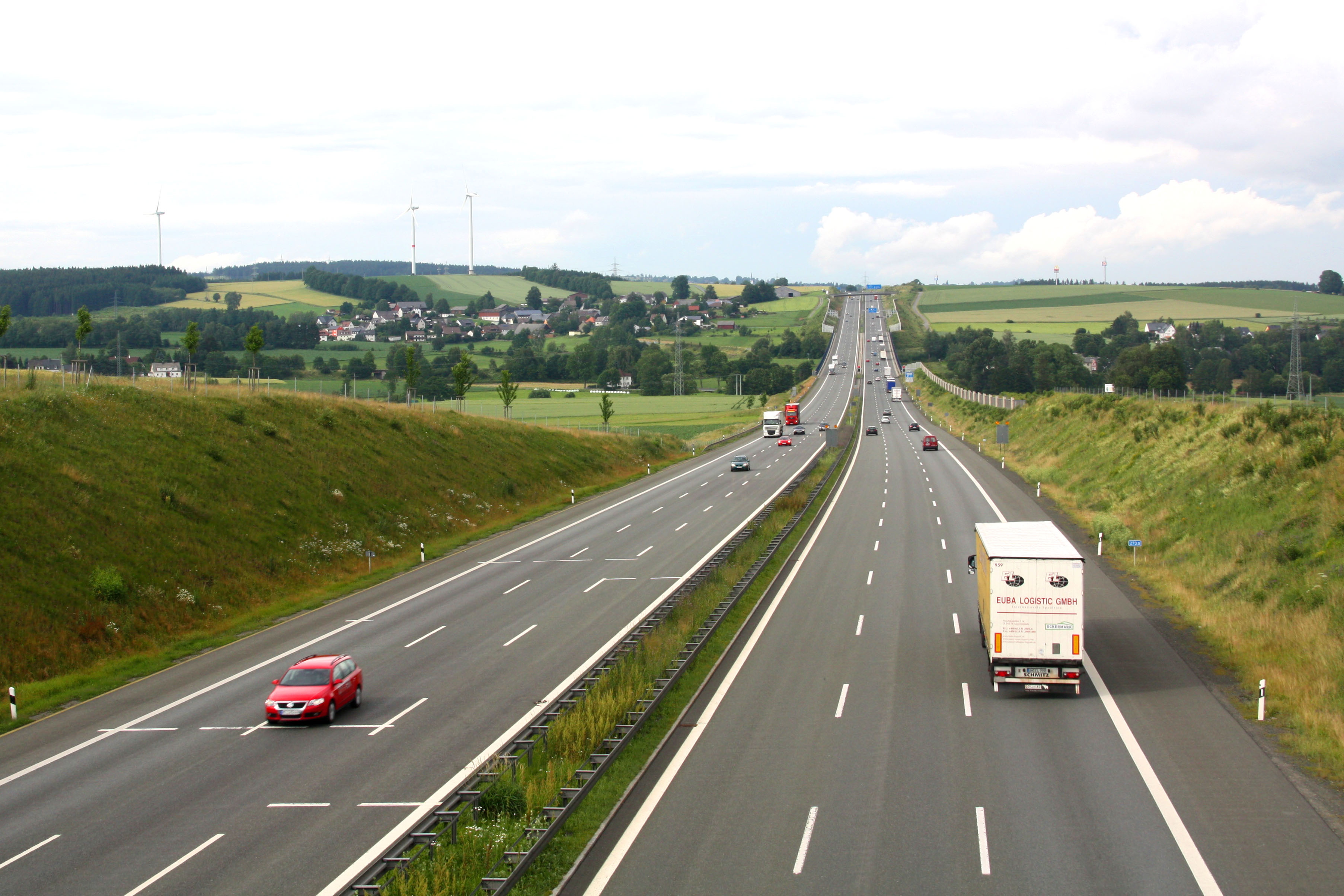
Münchberger Senke, zwischen den Anschlussstellen Münchberg Nord und Münchberg Süd in Fahrtrichtung Berlin

Die A 9 führt zwischen den Autobahnauffahrten Münchberg-Nord und Münchberg-Süd durch ein Tal, in dem sich häufig Nebel ansammelt. In diesem Tal kam es neben zwei Massenkarambolagen schon häufig zu Unfällen. 2002 ereigneten sich zwischen diesen beiden Anschlussstellen 11 Unfälle, zu denen die Freiwillige Feuerwehr Münchberg ausrücken musste.
Im Zuge des sechsspurigen Ausbaus wurde 2002 eine Talbrücke fertiggestellt. Nach der zweiten Massenkarambolage wurde 2005 eine Verkehrsbeeinflussungsanlage aufgebaut.

## Schwerere Unfälle

### 19. Oktober 1990
Am 19. Oktober 1990 kam es nach plötzlich auftretendem Nebel zu einem der schwersten Straßenverkehrsunfälle Deutschlands. Gegen 08:30 Uhr meldete ein Verkehrsteilnehmer der Polizei einen Auffahrunfall mit zehn Fahrzeugen am tiefsten Punkt der Münchberger Senke. Zehn Minuten später waren rund einhundert Fahrzeuge ineinander gefahren. Fünf Fahrzeuge standen in Flammen und es gab zahlreiche Verletzte.
Die Freiwilligen Feuerwehren aus Münchberg, Stammbach, Helmbrechts, Selbitz und Hof rückten zum Retten der Opfer und Löschen an. Die A 9 war an diesem Tag bis in die späten Abendstunden zwischen den Anschlussstellen Hof und Bayreuth/Kulmbach voll gesperrt.
Bei dem Unfall wurden 10 Menschen getötet und 122 weitere verletzt, 38 davon schwer. Insgesamt waren 121 Fahrzeuge beteiligt. Andere Quellen sprechen von 141 Verletzten. Der Fahrer eines Milchlastzuges wurde wegen fahrlässiger Tötung in acht Fällen zu drei Jahren Haft verurteilt. Die Schuld konnte ihm nur bedingt nachgewiesen werden, da er die Tachoscheibe als mögliches Beweismaterial noch an der Unfallstelle verzehrt hatte. Er soll zum Zeitpunkt des Unfalls schon 33 Stunden ohne Pause hinter dem Steuer gesessen haben.

### 11. April 2003
Am 11. April 2003 kam es erneut zu einem schweren Unfall in der Münchberger Senke. Diesmal fuhren auf Grund starker Schneefälle um 13:40 Uhr 182 Fahrzeuge ineinander. Die Freiwilligen Feuerwehren aus Münchberg, Stammbach und Helmbrechts rückten an, um Verletzte zu retten und auslaufende Betriebsstoffe zu binden. Die Autobahn war bis in die Abendstunden teils beidseitig gesperrt.
Insgesamt wurden bei diesem Unfall laut Polizeibericht 56 Personen verletzt (davon 18 schwer), um die sich 50 Mitarbeiter des Rettungsdienstes und drei Feuerwehren kümmerten. Bei diesem Unfall, an dem mehr Fahrzeuge beteiligt waren als beim ersten, wurden aber weniger Menschen verletzt und es gab keine Toten.

### 3. Juli 2017
Am 3. Juli 2017 fuhr ein Reisebus auf einen Sattelauflieger auf. Dabei geriet der Bus in Flammen und brannte vollständig aus. Insgesamt forderte der Unfall 18 Tote und 30 Schwerverletzte.

## Talbrücke Münchberg

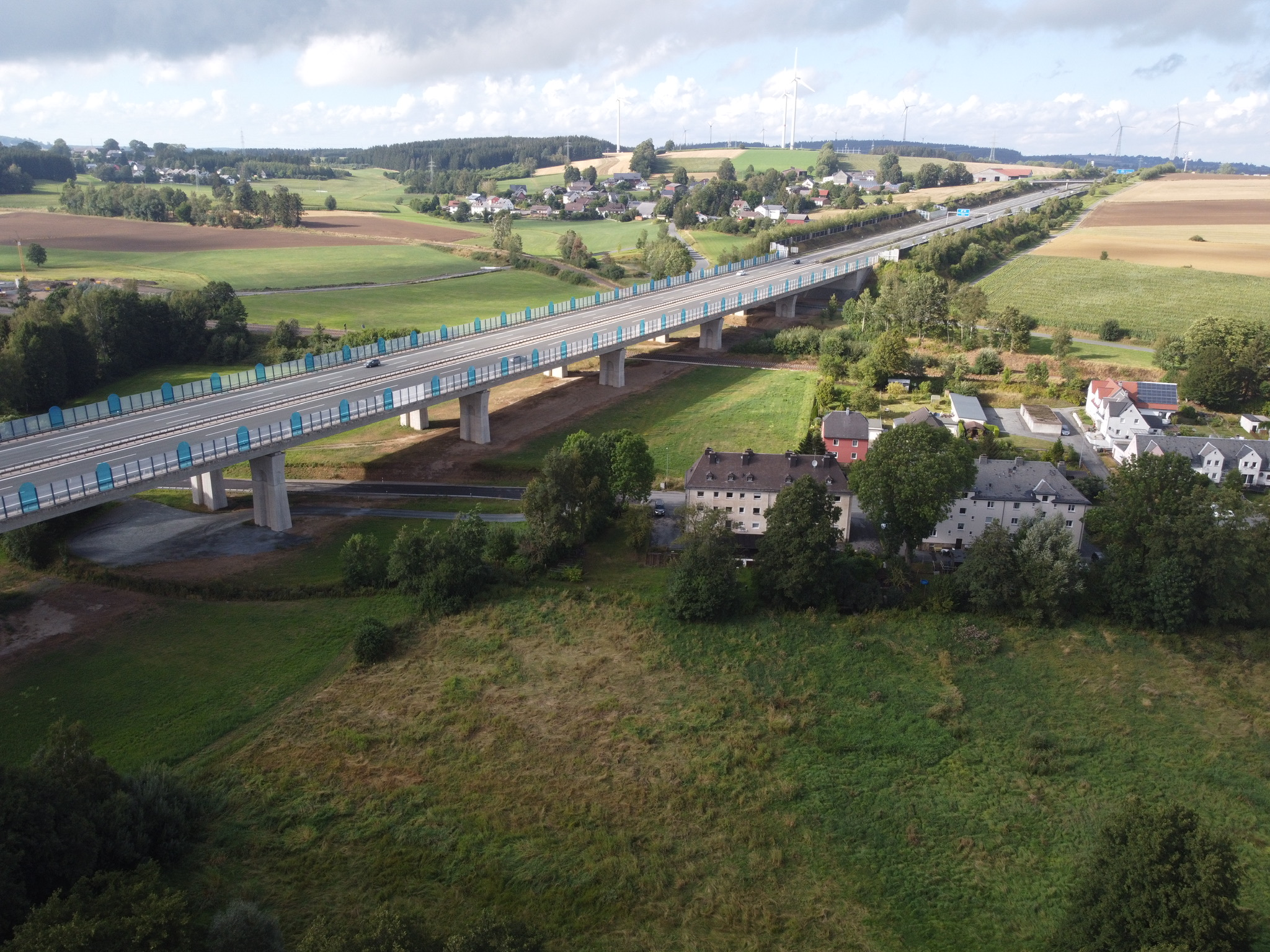
Luftbild der Talbrücke über die Münchberger Senke

Hohlkastenquerschnitt einer Spannbetonbrücke

Um nach dem ersten Massenunfall die Führung der Autobahn durch das Nebeltal zu vermeiden, wurde im Zuge des sechsspurigen Ausbaus der A 9 von 1998 bis 2000 die Talbrücke Münchberg gebaut.
Die vorher auf einem Damm mit sieben Durchlässen verlaufende Autobahn wurde für fast 38 Millionen DM auf die Talbrücke verlegt. Sie liegt nun auf einer knapp 500 Meter langen Strecke rund 18 Meter höher als vorher.
Die mit zwei Überbauten errichtete Brücke weist bei zehn Feldern eine Länge von 494,5 m auf. Die Stützweiten variieren zwischen 43 und 52 m. Es ist eine Spannbetonhohlkastenkonstruktion, die Pfeiler und Widerlager bestehen aus Stahlbeton. Beidseitig sind Lärmschutzwände aus Plexiglas installiert.